# Villa Martuzzi
Villa Martuzzi, più propriamente Villa Martuzzi-Ripandelli, è un edificio storico della frazione di Campiglio, poco distante da Vignola (Modena). Situata sulle colline che circondano Vignola e si affacciano sulla valle del Panaro, domina il panorama da una posizione sopraelevata.
Villa Martuzzi, di notevole pregio storico-culturale, oltre che rappresentare uno degli esempi maggiori e più interessanti di villa nobiliare campestre nel territorio emiliano, è tristemente nota per il cosiddetto Eccidio di Villa Martuzzi, compiuto dalle milizie naziste sui cittadini durante la Seconda Guerra Mondiale.

## Storia
La pianta originale della Villa, di forma quadrangolare, si deve alla famiglia dei marchesi Rangoni, di antica nobiltà e feudataria dei territori circostanti (come Castelnuovo Rangone), che ne fecero la loro principale residenza estiva. I primi lavori cominciarono nel XVI secolo, ma vi furono modificazioni successive, databili prima al XVII  e poi al XVIII secolo, in cui si ebbe la radicale trasformazione della villa con l'aggiunta dell'attuale facciata, con i corridoi che la collegano alla parte antecedente e con il maestoso torrione principale.
La villa continuò a rimanere in possesso dei marchesi Rangoni fino al 1893, quando il conte Edoardo Martuzzi, allontanatosi decenni prima dallo Stato Pontificio per abbracciare la causa dell'Unità d'Italia, comprò la proprietà (che comprendeva anche molti ettari di terreno, stalle e campi) per una grande somma di denaro.
Il conte Edoardo morirà nel 1914 senza eredi maschi (ebbe infatti solo figlie femmine), così la proprietà passò al marito della figlia maggiore, di cognome Ripandelli. Per volontà stessa del conte di mantenere vivo il nome della famiglia, i successori della figlia e del marito avrebbero avuto un cognome doppio, e per tale motivo la villa venne rinominata "Martuzzi-Ripandelli".

### Eccidio di Villa Martuzzi
Nel pomeriggio del 23 febbraio 1945 tre cacciabombardieri alleati sganciarono sei bombe su Villa Martuzzi; due bombe colpirono l’ala sud dell’edificio e distrussero la chiesetta adiacente, le altre caddero nel parco circostante. Nei giorni seguenti alcuni vignolesi entrarono nel grande parco della villa, dove si sospettava che fossero state rinchiuse e torturate diverse persone. La mattina del 1 marzo venne ritrovata una fossa di due metri per due, messa in luce dallo scoppio di una bomba; in essa si intravedevano parti di corpi e così, ottenuto il permesso dal Comando Tedesco di Vignola, si cominciò a scavare. Alla presenza del Pretore di Vignola e di altre autorità, vennero recuperate 14 salme, ancora ben conservate grazie al clima particolarmente rigido di quell’inverno. Il 9 marzo fu trovata una seconda fossa, da cui furono recuperate altre 3 salme. Il Commissario prefettizio di Vignola, nel comunicare la notizia al comune di Modena, precisava che in totale erano stati trovati 17 corpi, successivamente identificati: si trattava di civili catturati dalle SS il 23 dicembre 1944 nella zona di Guiglia come rappresaglia a seguito di un attentato ad un reparto tedesco avvenuto due giorni prima. Secondo i testimoni oculari che avevano recuperato le salme, tutti i corpi riportavano ferite, lesioni e fratture alla testa. Il ritrovamento gettò nella disperazione familiari e parenti che nel frattempo, non avendo più ricevuto notizie dei loro cari, si erano convinti che fossero stati inviati in Germania al lavoro coatto, come era già accaduto in occasione dei precedenti rastrellamenti. Anche tra i vignolesi l’avvenimento suscitò grande impressione; oltretutto non si riusciva a capire il motivo di tanta ferocia, che aveva colpito diversi componenti di una stessa famiglia e anche delle ragazze in giovane età. Ancora oggi non sono chiare le motivazioni dell’arresto e della barbara esecuzione; alcune famiglie potevano essere sospettate di aver favorito la Resistenza, ma molte altre persone risultavano del tutto estranee a qualsiasi coinvolgimento politico e patriottico.

## Descrizione
La villa ha subito nel tempo varie modificazioni, che tuttavia non hanno intaccato la sua struttura originale, limitandosi all'estetica. La parte più antica, di forma quadrangolare, presenta una grande entrata (ora laterale) che permette l'accesso alla villa tramite uno scalone in marmo, ed è sormontata da due torri di piccole dimensioni. Nella facciata principale, in stile barocco, è prorompente la torre principale, di mattoni rossi e coperta in parte dall'edera (presente ora in minor quantità rispetto ad alcune decine di anni fa).

### Parco
La villa è circondata da un grande parco, che presenta una notevole varietà di piante e alberi da frutto al suo interno: caki, noci, castagni, pioppi, pini, noccioli e ciliegi, ma anche piante ornamentali come rose, gardenie e ortensie adornano i terreni che circondano la struttura. Una parte del parco è destinata alla coltura di uva rossa, utilizzata per la produzione di vini tipici del territorio.
Di fronte alla facciata è presente una fontana di pietra, ora non più funzionante e utilizzata come fioriera, mentre lateralmente all'edificio si trova una piccola serra, di mattoni e ferro battuto, nella quale venivano fatte crescere piante esotiche che necessitavano di un clima più mite. Una seconda fontana, dopo essere parzialmente finita sottoterra per l'incuria, è stata riportata alla luce ed è attualmente oggetto di restauro. Di forma circolare e decorata con quarzo, essa si trovava alla fine di una scalinata (scomparsa) prospiciente l'entrata della parte più antica della villa.